# Braunsapis ghanae
Braunsapis ghanae är en biart som beskrevs av Michener 1975. Braunsapis ghanae ingår i släktet Braunsapis och familjen långtungebin. Inga underarter finns listade.